# Список релігій
Релі́гія (від лат. religio — зв'язок) — особлива система світогляду та світосприйняття конкретної людини або групи людей, набір культурних, духовних та моральних цінностей, що обумовлюють поведінку людини.

## Світові релігії
Світова релігія — релігія, що розповсюдилася серед різних народів. Світові релігії мають прихильників в різних країнах та на різних континентах, тобто вони не є національними. Нині існує 3 світові релігії:
- Християнство
- Іслам
- Буддизм

## Авраамічні релігії
Авраамі́чні релі́гії— релігійні системи, які розвинулися на основі віровчення праотця Авраама.
До авраамічних релігій належать:
- Юдаїзм
- Християнство
- Іслам
- Бабізм
- Растафаріанство
- Караїмізм
- Шарфадинізм
- Маніхейство

## Дхармічні релігії
Дгармі́чні релі́гії, або дхармі́чні релігії — релігійні системи, що вкорінені в індійській релігійно-філософській традиції. Основною концепцією їх є віра в дхарму (дгарму) — універсальний закон буття.
До дхармічних релігій належать:
- Індуїзм
- Айяварі
- Буддизм
- Джайнізм
- Сикхізм
- Дін-і іллахі

## Нові релігійні рухи
- Агні-йога
- Антропософія
- Біле братство
- Джедаїзм
- Дудеїзм
- Модекнгеї
- Неошаманізм
- Неоязичництво
- Нове мислення

## Етнічні релігії

### Уральські
- Марійська релігія
- Ерзянсько-мокшанська релігія
- Саамська релігія

### Алтайські
- Тенгріанство

### Афразійські
- Зар (культ)

### Китайські
- Конфуціанство
- Даосизм

### Тибето-бірманські
- Бон

### Корейські
- Чхондоїзм

### Японсько-рюкюські
- Синтоїзм
- Тенріїзм
- Рюкюська релігія

### Австроазійські
- Каодай
- Хоахао

### Полінезійські
- Гавайська релігія
- Релігія маорі

### Африканські
- Бвіті
- Вуду
- Релігія дінка
- Релігія ігбо

#### Афроамериканські
- Кандомбле
- Сантерія
- Умбанда

### Американські
- Міфологія муїсків

### Кавказькі
- Адиге Хабзе

### Релігія австралійських аборигенів
- Папуаська міфологія

### Сибірські
- Сибірський шаманізм